# Fritz Fischer
Fritz Fischer (5. března 1908 Ludwigsstadt – 1. prosince 1999 Hamburk) byl německý historik známý především analýzou příčin první světové války a tezí, že hlavní odpovědnost za tuto válku nese Německo (tzv. Fischerova teze). V mládí byl Fischer přívržencem konzervativní nacionalistické pravice, v letech 1939 až 1942 i členem NSDAP. Roku 1942 se stal profesorem historie v Hamburku, kde setrval do konce vědecké kariéry. Bojoval ve druhé světové válce a byl do roku 1947 v zajetí. Během té doby své politické postoje pod vlivem prožité národní katastrofy přehodnotil a orientoval se od té doby více levicově.
Roku 1961 Fischer uveřejnil knihu Griff nach der Weltmacht. Die Kriegszielpolitik des kaiserlichen Deutschland 1914–1918 (Sáhnutí po moci nad světem. Politika válečných cílů císařského Německa 1914–1918) která zahájila jednu z nejdůležitějších veřejných debat v poválečném Německu, takzvaný Fischerův spor (Fischer-Kontroverse). Tento spor byl vyvolán Fischerovým tvrzením, že první světovou válku způsobil v první řadě německý imperialismus, touha stát se supervelmocí: „V napjaté mezinárodní situaci roku 1914, což byl v neposlední řadě následek německé zahraniční politiky, musela každá omezená (lokální) válka v Evropě, na které se podílela některá velmoc, nezbytně přiblížit nebezpečí vypuknutí všeobecné války. Protože Německo chtělo, přálo si a podporovalo rakousko-srbskou válku, a – s důvěrou ve svou vojenskou nadřazenost – v roce 1914 vědomě připustilo konflikt s Ruskem a Francií, nese vedení Německé říše podstatnou část historické odpovědnosti za vypuknutí všeobecné války.“